# Полякова, Екатерина Евгеньевна
Екатерина Евгеньевна Полякова (до 2010 — Какурина; р. 6 февраля 1987, Красноярск) — российская волейболистка. Центральная блокирующая. Мастер спорта России.

## Биография
Волейболом Екатерина Какурина начала заниматься в родном Красноярске по примеру своей старшей сестры Татьяны (играла за команды высшей лиги «А»). До 2008 выступала за красноярский «Строитель»-2, потом — за улан-удэнский «Хара Морин», а затем вернулась в Красноярск и на протяжении трёх сезонов играла за местную команду «Юность» (ранее «Строитель»), в том числе в 2012 году дебютировала в ней в суперлиге чемпионата России. В 2013—2015 — игрок челябинского «Автодора-Метара», а с 2015 — санкт-петербургской «Ленинградки». В 2021 заключила контракт с московским «Динамо», а в 2025 перешла в «Тулицу».
В 2017 году Екатерина Полякова (Какурина) была привлечена к выступлениям за сборную России. В её составе приняла участие в отборочном турнире чемпионата мира 2018, Гран-при, Кубке Ельцина.

### Клубная карьера
- 2006—2008 —  «Строитель»-2 (Красноярск);
- 2008—2010 —  «Хара Морин» (Улан-Удэ);
- 2010—2013 —  «Юность»/«Енисей» (Красноярск);
- 2013—2015 —  «Автодор-Метар» (Челябинск);
- 2015—2021 —  «Ленинградка» (Санкт-Петербург);
- 2021—2025 —  «Динамо» (Москва);
- с 2025 —  «Тулица» (Тула).

## Достижения

### С клубами
- чемпионка России 2023;
  - бронзовый призёр чемпионата России 2022.
- двукратный победитель розыгрышей Кубка России — 2022, 2023;
  - бронзовый призёр Кубка России 2021.
- обладатель Суперкубка России 2023.
- 3-кратный призёр чемпионатов России среди команд высшей лиги «А» — чемпион (2014), серебряный (2012) и бронзовый (2010) призёр.
- серебряный призёр Кубка Победы 2015;

### Со сборными
- участник Гран-при 2017 в составе сборной России.
- серебряный призёр Кубка Бориса Ельцина 2017.
- чемпионка Всероссийской Спартакиады 2022 в составе сборной Москвы.

## Семья
Муж — Александр Поляков — бывший баскетболист БК «Химки»-2. Дочь — Мария (р. 2012).